# To Our Children’s Children’s Children
To Our Children's Children's Children (с англ. — «Детям детей наших детей») — пятый студийный альбом британской группы The Moody Blues, изданный в ноябре 1969 года на лейбле Threshold Records, недавно созданном группой и названном в честь предыдущего альбома On the Threshold of a Dream, который вышел весной того же года. Это четвертая пластинка The Moody Blues, записанная в классическом составе Хейворд—Пиндер—Лодж—Томас—Эдж.

## Об альбоме
To Our Children’s Children’s Children достиг #2 в UK Albums Chart и #14 в Billboard 200. Этот альбом был в числе записей, которые слушал экипаж космического корабля Apollo 15 во время полёта на Луну в 1971 году. В своей ретроспективной рецензии музыкальный критик Брюс Эдер (Bruce Eder) отозвался об этом альбоме следующим образом:
«Как ни странно, это был самый плохо продаваемый альбом группы в их психоделическую эру, и ему потребовалось гораздо больше времени, чтобы стать золотым … Материал концентрируется в основном на времени и на том, что означает его прохождение, во многих песнях присутствует своеобразное чувство одиночества и изоляции. Это был последний из больших «студийных» саунд-проектов группы, построенных слой за слоем наложенных инструментов — звук очень сочный и богатый, но оказалось невозможным должным образом воссоздать его на сцене … На этом альбоме нет длинных сюит, но «Watching and Waiting» и «Gypsy» Джастина Хейворда оказались одними из самых популярных песен в истории группы.»

## Список композиций
| №  | Название                                   | Автор(ы)      | Вокал          | Длительность |
| -- | ------------------------------------------ | ------------- | -------------- | ------------ |
| 1. | «Higher and Higher»                        | Edge          | Pinder (текст) | 4:07         |
| 2. | «Eyes of a Child I»                        | Lodge         | Lodge          | 3:24         |
| 3. | «Floating»                                 | Thomas        | Thomas         | 3:02         |
| 4. | «Eyes of a Child II»                       | Lodge         | Lodge          | 1:20         |
| 5. | «I Never Thought I'd Live to Be a Hundred» | Hayward       | Hayward        | 1:05         |
| 6. | «Beyond»                                   | Edge          |                | 2:59         |
| 7. | «Out and In»                               | Pinder, Lodge | Pinder         | 3:50         |

| №  | Название                                   | Автор(ы)        | Вокал          | Длительность |
| -- | ------------------------------------------ | --------------- | -------------- | ------------ |
| 1. | «Gypsy (Of a Strange and Distant Time)»    | Hayward         | Hayward        | 3:33         |
| 2. | «Eternity Road»                            | Thomas          | Thomas         | 4:19         |
| 3. | «Candle of Life»                           | Lodge           | Lodge, Hayward | 4:15         |
| 4. | «Sun Is Still Shining»                     | Pinder          | Pinder         | 3:40         |
| 5. | «I Never Thought I'd Live to Be a Million» | Hayward         | Hayward        | 0:34         |
| 6. | «Watching and Waiting»                     | Hayward, Thomas | Hayward        | 4:16         |

## Участники записи
- Джастин Хейворд — вокал, акустическая гитара, электрогитара, ситар
- Джон Лодж — вокал, бас-гитара, акустическая гитара, губная гармоника
- Рэй Томас — вокал, флейта, тамбурин, гобой
- Грэм Эдж — ударные, перкуссия
- Майк Пиндер — вокал, меллотрон, орган Хаммонда, фортепиано, виолончель, EMS VCS 3, акустическая гитара